# محمر الجلد
محمّر الجلد هي مادة تستخدم موضعياً تسبب احمرار الجلد. إذ أنها تتسبب في توسع الشعيرات الدموية وزيادة الحركة الدورانية للدم. 
تستخدم أحياناً للتخفيف من الآلام الحادة والمزمنة، لكن أدلة فعاليتها محدودة.
أفضل الدراسات لعام 2010 لم تدعم استخدام الجيل والكريمات المحتوية على محمرات الجلد لهذا الهدف.

## أمثلة
- السالسيليت، مثل الميثل سالسليت (زيت حشيشة البتول).
- استرات النيكوتينات.
- الكاسبيسين المستخرج من الفلفل الأحمر «يسبب تهيج بدون تأثير محمرات الجلد».
- ايزوبروبانول «كحول».
- ميثانول.
- المينوكسيديل.
- ثيرفيل النيكوتينات «ترافيوريل».

محمرات الجلد العشبية الشائعة:
- القرنفل
- الثوم
- الزنجبيل
- الفجل الحار
- الخردل
- القرّاص
- نبتة السذاب
- زيت إكليل الجبل
- النعنع

## اقرأ أيضا
- مروخ